# 扫帚岩须
扫帚岩须（学名：Cassiope fastigiata）为杜鹃花科岩须属下的一个种。